# Gens Gallia
Gallius (femm. Gallia) è il nomen della Gens Gallia, una famiglia plebea probabilmente originaria dell'alto Lazio o forse dell'area sannita (ricordiamo, appunto, i Gellio che comandavano le legioni sannite nelle guerre contro Roma).
I primi dati della presenza a Roma, le prime citazioni in documenti, sembrano apparire negli anni che vedono la fine della Repubblica quando probabilmente la gens era riuscita a salire la scala sociale dopo un trasferimento nell'Urbe.
- Cicerone difese Quintus Gallius in una causa promossa da Calidius nel 65 a.C. circa, nel 66 a.C. Quintus Gallius, che prima era Edile fece una campagna elettorale per diventare Pretore"-

(in website: The Ancient History Bulletin)
Infatti ecco li brano del Brutus:
(Cicerone, Brutus, 277.)
E ancora in Cicerone troviamo:
(Cicerone, [[Epistulae ad Attico [XX] Scr. Brundisi xvi K. Sept a. 47]], 277.)
- Marco Gallio si chiamava anche il praetor che presiedette l'assemblea chiamata a eleggere Cesare Ottaviano, Console per la prima volta (anche se mancante dell'età minima). 29 a.C.
- Quinto Gallio - Pretore - fu ucciso da Augusto dopo essere stato da lui accecato:

(Gaio Svetonio Tranquillo, Vite dei Cesari, II - 27, Garzanti, Milano, 1977-2000.Trad.: E. Noseda)
E ancora su un Marco Gallio:
(Ibid., III, 6.)
- Cestio Gallio - senatore - viene citato da Svetonio come compagno di bagordi di Tiberio.

(Ibid., III, 42.)
- Un Cestio Gallio lo si trova citato anche in Seneca il Vecchio. Da notare che spesso Cestio Gallio si sovrappone a Cestio Gallo. Un Cestio Gallo, in quel periodo, tentò di sedare una rivolta degli ebrei e fu sconfitto.
- Uno Giunio Gallio viene citato da Tacito:

(Tacito, Annali, VI, 3, Rizzoli, Milano, 1997, Trad.:B. Ceva)
- Un Giunio Gallio, amico di Lucio Anneo Seneca il vecchio adottò, secondo l'uso romano, Lucio Anneo Novato, figlio dello stesso Seneca Senior e fratello di Lucio Anneo Seneca il Filosofo: Lucio Anneo Novato prese quindi il nome del senatore Lucio Giunio Gallio (amico di Ovidio, di Seneca il Retore e autore di declamationes e di un'opera di retorica). Il "De ira" di Seneca è dedicato al fratello Novato quando Novato si chiamerà Lucio Giunio Anneo Gallio dal nome del padre adottivo, e dedicherà anche il "De Vita beata". Giunio Gallio lo troviamo citato da Seneca il Vecchio, un po' dappertutto nelle Controversiarum e nelle Suasoriae.
- L'adottato Lucio Junio Anneo Gallio divenne proconsole della Provincia di Acaia (capitale Corinto). Viene citato nella "Gallio Inscription" scoperta a Delfi e databile nell'anno 51.

Eccone il testo (originale in greco):
(il testo è stato notevolmente adattato e ricostruito in quanto l'Iscrizione è frantumata)). Deve trattarsi dello stesso personaggio citato negli Atti degli Apostoli, Davanti al proconsole Lucio Giunio Anneo Gallio, appena giunto alla sua capitale, Corinto, venne portato in giudizio Paolo di Tarso da Sostene o Sosthenes, per rispondere delle usuali accuse di eresia rivolte alla setta ebrea dei Cristiani. Anneo Gallio, non decise ritenendo che la giustizia romana non fosse interessata a questioni puramente religiose. (Atti degli Apostoli, 18, 12-17). Dall'episodio Rudyard Kipling trasse una poesia: "Gallio's Song". 
- In Giovenale troviamo citato:

militiae? nam si subeuntur prospera castra

me pavidum excipiat tironem porta secundo

sidere. Plus etenim fati valet hora benigni»
Chi potrebbe elencare, Gallio,

i vantaggi d'una felice vita militare?
Se si presenta un buon accampamento,
le sue porte sotto propizia stella
accolgano anche me, timida recluta.[...]»
(Decimo Giunio Giovenale, Libro Quinto, Satura XVI.)
Poiché Giovenale, a quanto si sa, cominciò a scrivere dopo la morte di Domiziano (96 d.C.) questo, per ora, è l'ultimo Gallio di cui si siano trovate tracce in epoca romana.
Immaginario è invece Marcello Gallio, protagonista del romanzo "The Robe" (La tunica) da cui venne tratto anche un film, con lo stesso titolo, in cui Gallio veniva impersonato da Richard Burton.